# Selkäluodot (öar)
Selkäluodot är öar i Finland.   De ligger i den ekonomiska regionen  Kotka-Fredrikshamn  och landskapet Kymmenedalen, i den södra delen av landet, 140 km öster om huvudstaden Helsingfors.